# Туукка Мянтюля
Туукка Матіас Мянтюля (фін. Tuukka Matias Mäntylä; 25 травня 1981, м. Тампере, Фінляндія) — фінський хокеїст, захисник. Виступає за «Медвещак» у Континентальній хокейній лізі. 
Вихованець хокейної школи «Таппара» (Тампере). Виступав за «Таппара» (Тампере), ХК «Лулео», «Фрелунда» (Гетеборг), «Нафтохімік» (Нижньокамськ), «Металург» (Новокузнецьк), «Амур» (Хабаровськ).
В чемпіонатах Фінляндії — 514 матчів (45+154), у плей-оф — 72 матчі (7+19). В чемпіонатах Швеції — 199 матчів (18+51), у плей-оф — 27 матчів (1+3).
У складі національної збірної Фінляндії учасник чемпіонатів світу 2004, 2006, 2007, 2013, 2014 і 2015 (49 матчів, 2+10). У складі молодіжної збірної Фінляндії учасник чемпіонатів світу 2000 і 2001. У складі юніорської збірної Фінляндії учасник чемпіонату Європи 1998, чемпіонату світу 1999.
Досягнення
- Срібний призер чемпіонату світу (2007, 2014), бронзовий призер (2006)
- Чемпіон Фінляндії (2003), срібний призер (2001, 2002, 2013).
- Переможець юніорського чемпіонату світу (1999)